# 1422 w polityce
Wydarzenia polityczne w 1422 roku.

## Wydarzenia
- maj - wojna stuletnia: po trwającym od października 1421 r. oblężeniu Anglicy zdobywają Meaux[1].
- 31 października - wojna stuletnia: w Bourges Karol VII ogłasza się królem Francji[1].
- 23 lipca – Wydany został Przywilej czerwiński.

## Zmarli
- 31 sierpnia – Henryk V Lancaster, król Anglii
- 22 października - Karol VI, król Francji
- 2 grudnia – Mikołaj Trąba, polski biskup i polityk